# Dipacho
Dipacho, seudónimo de Diego Francisco Sánchez Rodríguez, (Bogotá, Colombia, 25 de abril de 1984) es un autor e ilustrador de libros infantiles, diseñador gráfico y músico. Su trabajo ha sido publicado por editoriales del mundo hispano; también en Francia, Italia, País Vasco y Brasil. 

## Vida profesional
En el 2012, Dipacho completó sus estudios en Diplomatura en Literatura Infantil y Juvenil en la Universidad de San Martín, Buenos Aires. Posteriormente, en el 2013 se graduó en Diseño Gráfico de la Universidad Nacional de Colombia.
Es un ilustrador aficionado al viaje, parte importante de sus creaciones, y a la música. Conoció los libros ilustrados en la sección de libros infantiles de la Biblioteca Virgilio Barco en Bogotá cuando estudiaba por su cuenta temas relacionados con ilustración y pintura y “desde ese momento supo que eso era lo que quería hacer: libros, contar historias”. Hasta el 2011, lideró la comunidad IlustradoresColombianos.com y actualmente ofrece conferencias y talleres en destacados eventos e instituciones educativas del país.
Ha obtenido reconocimientos como el premio ‘A la orilla del viento’ del FCE, mención de honor en la bienal de ilustración de Bratislava, premio CJ de Corea, White Ravens de Alemania, Mención de honor del Banco del libro, lista de honor de la IBBY, seleccionado para exposición en Bologna Children's Book Fair, entre otros.
A lo largo de su carrera ha participado como ponente e invitado en seminarios, charlas, talleres, conferencias y otras actividades relacionadas con lo largo de la geografía de su país en ciudades como Cali, Medellín, Bogotá y Barranquilla y a nivel internacional en países como Uruguay, Brasil, México, Ecuador y Argentina.

## Influencias
Dipacho debe gran parte de su aprendizaje como ilustrador y creador de libros a otros ilustradores y autores como Carlos Riaño, José Sanabria y Claudia Rueda; con quienes ha tomado talleres y de los que ha aprendido herramientas necesarias para ilustrar, crear y publicar sus libros.

## Obras

### Libros publicados como autor-ilustrador
- El animal más feroz, Editorial Norma, 2008, Ed Panamericana, 2014
- Todos se burlan, Editorial Norma, Colombia, 2008, Ed Panamericana, 2014
- Jacinto y María José, Editorial Fondo de cultura económica, México, 2009
- Dos pajaritos, Editorial Random House – Mondadori, Colombia, 2010
- El viaje de los elefantes, Editorial Gato Malo, Colombia, 2011
- El bajo Alberti, Ana Calle, Penguin – Random House, Colombia, 2014
- Viernes verdes, Peguin – Random House, Colombia, 2015
- El monstruo comepalmeras, Loqueleo, Colombia, 2016
- Bisiestos, Rey Naranjo editores, Colombia, 2016
- Toro rojo, Milserifas, Colombia, 2016
- A pesar de todo, Companhia das letrinas, Brasil, 2018
- Antonia va al río, Cataplúm, Colombia, 2019
- Bocas, Mákina editorial, Colombia, 2019; Caraminhoca, Brasil, 2022
- Pio Pio, Lecturita, Argentina, 2022
- Rueda que rueda, Lecturita, Argentina, 2022
- Cuando seamos ranas, Apila, España, 2024

### Libros publicados como ilustrador
- Los 7 mejores cuentos colombianos, José Luís Diazgranados, Ed. Norma, Colombia, 2008
- El zoológico insólito y otras rimas, José Luís Diazgranados, Ed. Norma, Colombia, 2008
- Noches de Oriente, Luís Cermeño, Ed. Norma, Colombia, 2009
- Mordisco a medianoche, Francisco Leal Quevedo, Ediciones SM, Colombia, 2010
- Los incas, Mariana Riva, Editorial Nostra, México, 2011
- Una morena en la ronda, Fundalectura, Colombia, 2011
- Personajes con diversos trajes, Rafael Pombo, Ediciones SM, Colombia, 2012
- Niño gato, Triunfo Arciniegas, Ediciones SM, Colombia, 2013
- Aventura en la montaña, Francisco Leal Quevedo, Alfaguara, Colombia 2013
- Mitos del nuevo mundo, Nicolás Buenaventura, Ediciones SM, Colombia, 2016
- Mirar más allá, Rubén Silva, Rocío Espinoza, Ediciones SM, Perú, 2017
- El vuelo de las jorobadas, Juliana Muñoz, Lazo libros, Colombia, 2020
- Había una vez un ave, Gastón Hauviller,  Círculo abierto, Colombia, 2022
- Tortuga, Ángela Cuartas, Tres Tristes Tigres, España, 2022; Companhia das letrinas, Brasil, 2023

### Libros publicados como autor
- Niños peludos, mascotas peladas, Tres Tristes Tigres, España, 2024. Ilustrado por Juan Camilo Mayorga

### Libros publicados en otros idiomas
- Jacinto y Maria Jose, Ed Scipione, Brasil, 2014
- A viagem dos elefantes, Pulo do gato, Brasil, 2014 Points de suspensión, Francia, 2014
- Dois passarinhos, Ed Pulo do gato, Brasil, 2014, Ed points de suspensión, Francia, 2014 Tarttalo, País Vasco, 2015, Terra Nuova, Italia, 2015
- Todos zoam todos, Ed Pulo do gato, Brasil, 2016
- O animal mais feroz, Points de suspensión, Francia, 2015, V&R, Brasil, 2016
- Verões verdes, Editora do Brasil, Brasil, 2017
- Apesar de tudo, Companhia das letrinas, Brasil, 2018
- Antonia. A journey to a new home, Minedition. EE. UU., 2021
- O país mais bobo, Editora Cai Cai, Brasil 2022
- Some do, some don't, Minedition. EE. UU., 2023

## Reconocimientos
- Ganador de la 3.ª Bienal de afiches de la cámara de comercio, categoría estudiantes, “Bogotá Cultural”, Bogotá Colombia, 2007
- Ganador del concurso de afiches de Fundalectura, “leer en familia en el Jardín infantil”, Bogotá Colombia, 2007
- Ganador del concurso de libro álbum del FCE, a la orilla del viento con el libro “Jacinto y María José”, México, 2008
- Mención de honor en la feria de Bratislava por la edición de los libros “El animal más feroz” y “Todos se burlan”, Eslovaquia, 2009
- Ganador del concurso CJ de Corea con el libro “Dos pajaritos”, Corea, 2010[9]
- Libro altamente recomendado por Fundalectura IBBY (Dos pajaritos), Colombia, 2011
- Libro recomendado por A leer/ IBBY (Jacinto y María José), México, 2011
- White Raves, “Dos pajaritos”, Internationale Jugendbibliothek de Múnich, Alemania, 2011
- Mención de honor por narrativa gráfica a “Dos pajaritos”, Banco del libro, Venezuela, 2011
- Lista de Honor de la IBBY internacional para “Dos pajaritos”, 2012
- White Raves, “El viaje de los elefantes”, Internationale Jugendbibliothek de Múnich, Alemania, 2012
- Libro altamente recomendado por Fundalectura IBBY (El viaje de los elefantes), Colombia, 2012
- White Ravens, "El niño gato", Internationale Jugendbibliothek Munich, Alemania, 2014[10]
- Libro silente recomendado por IBBY (Dos pajaritos), Italia, 2015
- Ilustrador seleccionado para exposición de la Feria de Bolonia (Ilustraciones de “El Bajo Alberti”), Italia, 2015
- Ilustrador seleccionado, catálogo Iberoamericano de ilustración (ilustraciones de "Bisiestos"), México, 2015[11]
- Libro altamente recomendado por FNLIJ, (Dos pajaritos), Brasil, 2016
- Libro altamente recomendado por FNLIJ, (Todos se burlan), Brasil, 2017
- Libro altamente recomendado por Fundalectura, IBBY (Toro Rojo), Colombia, 2017
- Ilustrador seleccionado, "Catálogo alianza del pacífico", FILIJ, México, 2018
- Libro postulado (Toro Rojo), Banco del libro, Venezuela, 2018
- Ilustraciones finalistas (Toro Rojo), Nami concours, Corea, 2018
- Libro altamente recomendado por Fundalectura, IBBY (Monstruo comepalmeras), Colombia, 2019